# Lasiodorides polycuspulatus
Lasiodorides polycuspulatus är en spindelart som beskrevs av Schmidt och Gottlieb Wilhelm Bischoff 1997. Lasiodorides polycuspulatus ingår i släktet Lasiodorides och familjen fågelspindlar.
Artens utbredningsområde är Peru. Inga underarter finns listade i Catalogue of Life.